# 馬士基E級貨櫃船

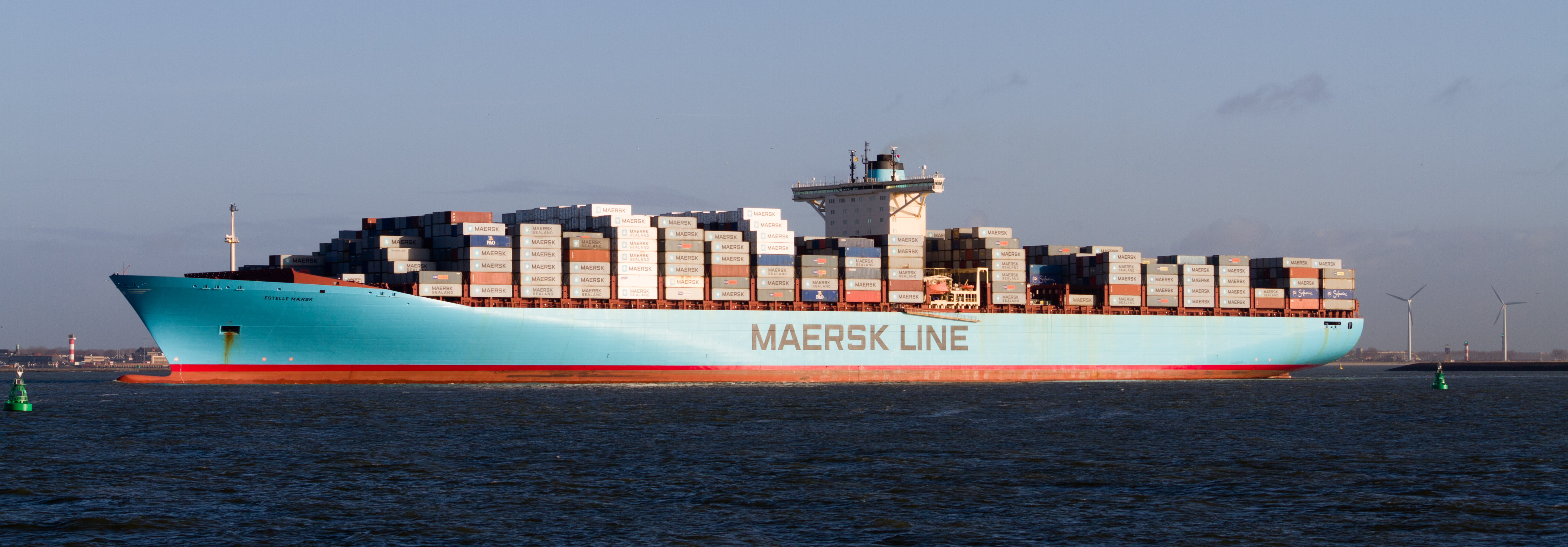
艾斯特·馬士基號，2012年時攝於荷蘭鹿特丹港

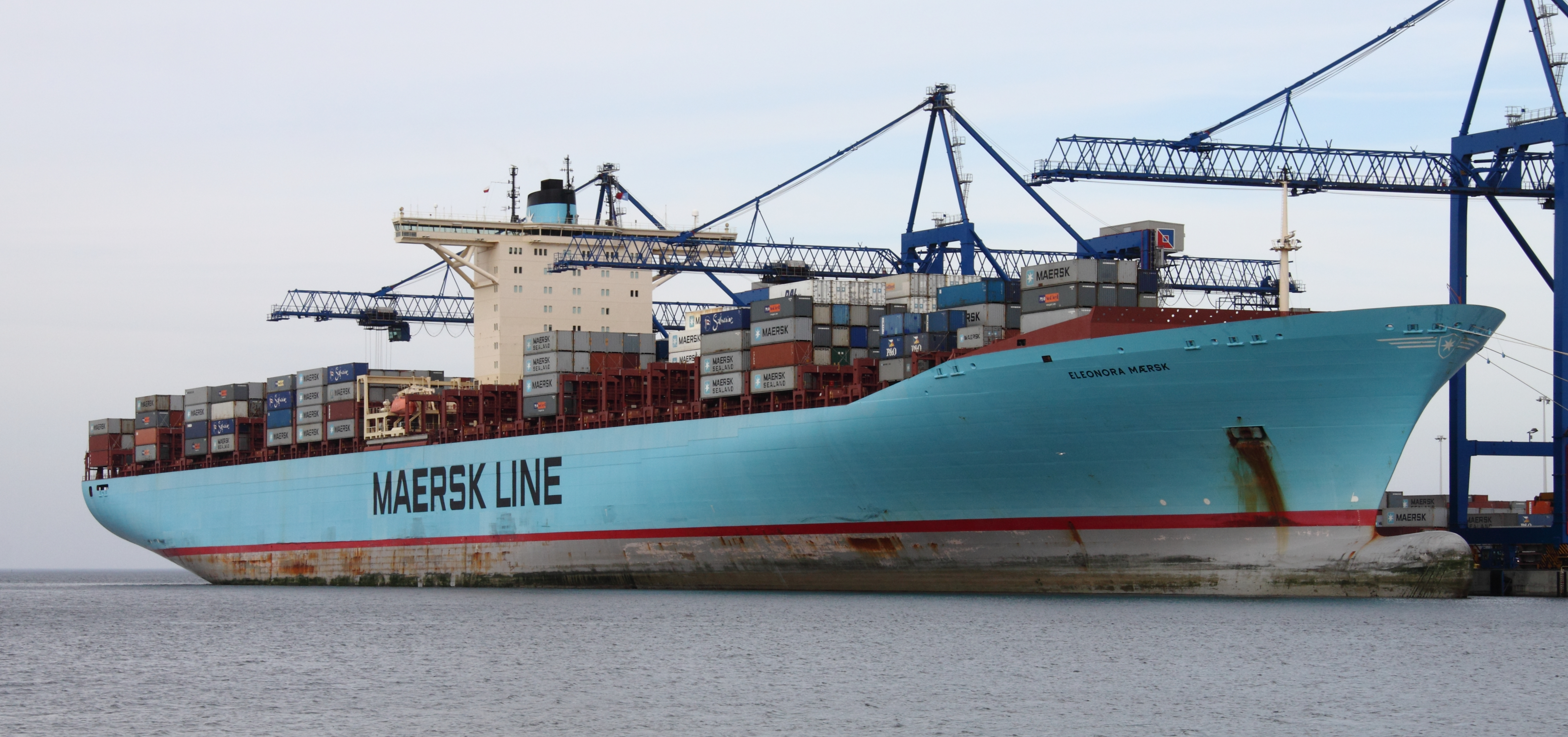
艾林諾·馬士基號，2011年時攝於波蘭格但斯克深水貨櫃碼頭。

快桅E級集装箱船（丹麥語：Mærsk E-klasse）是一系列為數共八艘的14,770TEU級貨櫃輪，由丹麥船商埃彼穆勒-快桅集團（A.P. Møller-Mærsk Gruppen）委託子公司歐登塞鋼船廠建造，於2006年至2008年間陸續下水。一號船艾瑪·馬士基號（Emma Maersk）下水後立刻拿下全世界最大與最長貨櫃輪的頭銜。這八艘規格相同的姊妹船，擁有達170,974長噸的總排水量（GT）與397公尺的船長，所有的同級船皆是以「E」字頭的人名命名。
在2010年時原世界船長排名第一的超級油輪諾克·耐維斯號（Knock Nevis，船長458公尺）在印度報廢拆除之後，快桅E級貨櫃輪就拿下世界最長船隻的頭銜。但此頭銜將會由快桅與韓國大宇造船海洋合作、命名為「3E級」（Maersk Triple E class）的後繼船型超越。自2013年開始陸續下水的三E級擁有400公尺的船長與18,000TEU的裝載能力，無論在長度、運量還是排水量上皆會超越快桅E級。

## 同級船隻
| 中文船名        | 原文船名       | 建造年份 | IMO編號 |
| --------------- | -------------- | -------- | ------- |
| 艾瑪·馬士基號   | Emma Mærsk     | 2006年   | 9321483 |
| 艾斯特·馬士基號 | Estelle Mærsk  | 2006年   | 9321495 |
| 艾林諾·馬士基號 | Eleonora Mærsk | 2007年   | 9321483 |
| 艾芙林·馬士基號 | Evelyn Mærsk   | 2007年   | 9321512 |
| 艾芭·馬士基號   | Ebba Mærsk     | 2007年   | 9321524 |
| 艾利·馬士基號   | Elly Mærsk     | 2007年   | 9321536 |
| 伊迪絲·馬士基號 | Edith Mærsk    | 2007年   | 9321548 |
| 尤金·馬士基號   | Eugen Mærsk    | 2008年   | 9321550 |